# Pharsalia ochreostictica
Pharsalia ochreostictica là một loài bọ cánh cứng trong họ Cerambycidae.